# Satyrus mariformis
Satyrus mariformis är en fjärilsart som beskrevs av Ruggero Verity 1927. Satyrus mariformis ingår i släktet Satyrus och familjen praktfjärilar. Inga underarter finns listade.